# Edward Marjoribanks (Politiker)

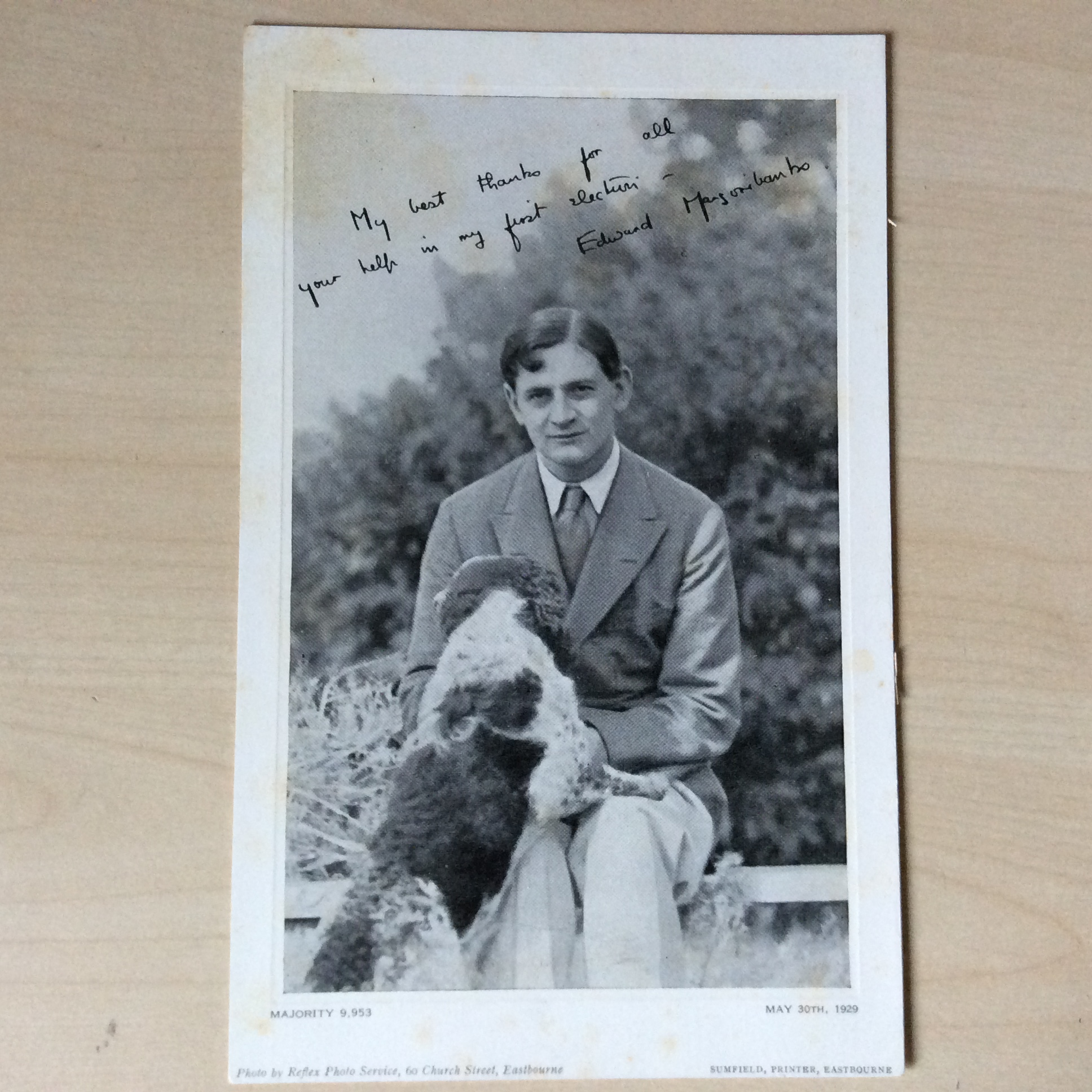
Edward Marjoribanks (1929)

Edward Marjoribanks (* 14. Februar 1900; † 2. April 1932) war ein britischer Politiker (Conservative Party) und Schriftsteller.

## Leben und Werk
Edward Marjoribanks war ein Neffe des Politikers Edward Marjoribanks, 2. Baron Tweedmouth. Er studierte am Christ Church College der Universität Oxford und leistete Militärdienst als Second Lieutenant der Scots Guards.
Anders als sein liberaler Onkel gehörte er der Conservative Party an, für die er bei den Parlamentswahlen von 1929 als Abgeordneter für den Wahlkreis Eastbourne in East Sussex ins britische Unterhaus gewählt wurde. Nach seinem frühen Tod durch Suizid 1932 wurde John Slater in einer Nachwahl als sein Nachfolger bestimmt. 
Trotz seiner kurzen politischen Karriere besitzt Marjoribanks noch heute Bekanntheit, die aus seiner Tätigkeit als Schriftsteller herrührt. Zwischen 1927 und 1932 verfasste er verschiedene, hauptsächlich biographische Werke. Daneben entstanden einige Gedichte.

## Werke
- A Decade. Basil Blackwell, Oxford 1927. (Privatdruck; Gedichte in Englisch und Griechisch)
- The life of Sir Edward Marshall Hall. Gollancz, 1929. (Vorwort von Frederick Edwin Smith, 1. Earl of Birkenhead)
- For the Defence the Life of Sir Edward Marshall Hall. Macmillan, New York 1929.
- Poems. Chapman & Hall, London 1931.
- The Life of Lord Carson. Bd. 1, Gollancz, 1932. (Band 2 und 3 wurden von Ian Colvin fertiggestellt).
- Famous Trials of Marshall Hall. Penguin Books, Harmondsworth 1950. (kondensierte Version von The Life of Sir Edward Marshall Hall)